# CS Bendje
El CS Bendje es un equipo de fútbol de Gabón que juega en la Primera División de Gabón, la primera categoría nacional.

## Historia
Fue fundado en el año 2020 en la ciudad de Port-Gentil para jugar en esa temporada en la segunda categoría, temporada que fue abandonada por la pandemia de COVID-19. En 2022 logra el título de la segunda categoría y logra el ascenso a la Primera División de Gabón.
En su primera temporada en primera división logra el título nacional, y con ello su primera aparición en un torneo internacional, la Liga de Campeones de la CAF 2023-24, donde fue eliminado en la primera ronda por el Bumamuru FC de Burundi.

## Palmarés
- Primera División de Gabón: 1

2022/23
- Segunda División de Gabón: 1

2022

## Participación en competiciones de la CAF
| Temporada | Torneo                      | Ronda | Club        | Casa | Visita | Global |
| --------- | --------------------------- | ----- | ----------- | ---- | ------ | ------ |
| 2023/24   | Liga de Campeones de la CAF | 1     | Bumamuru FC | 1-1  | 1-5    | 2-6    |